# 4002 Сінаґава
4002 Сінаґава (4002 Shinagawa) — астероїд головного поясу, відкритий 14 травня 1950 року.
Тіссеранів параметр щодо Юпітера — 3,412.
Названо на честь Сінаґави (яп. しながわ(品川) сінаґава).